# 프랑코 하라
프랑코 다니엘 하라(스페인어: Franco Daniel Jara, 1988년 7월 15일, 비야 마리아 ~)는 아르헨티나의 프로 축구 선수로, 현재 미국 메이저 리그 사커 클럽 FC 댈러스에서 공격수로 활약하고 있다.

## 클럽 경력
코르도바 주 비야 마리아 출신으로, 하라는 아르세날 데 사란디에 입단해 2008년 5월 23일, 0-1로 패한 아르헨티노스 주니어스와의 프리메라 디비시온 홈경기에서 데뷔하였다. 이듬해 4월 10일, 그는 1-1로 비긴 콜론 산타페전에서 첫 골을 넣었다.
2010년 1월 30일, 하라는 포르투갈 거함 벤피카와 2010-11 시즌부터 유효한 €5.5M짜리 계약을 맺었다. 그는 8월 15일, 1-2로 패한 아카데미카 드 코임브라와의 홈경기에서 두번의 경기 출전만에 첫 골을 득점하였고, 첫 시즌을 43경기 출전 (11골)으로 마쳤다.
2011년 8월 말, 그는 라 리가 새내기 클럽인 안달루시아의 그라나다로 몇명의 벤피카 팀동료와 함께 임대되었다. 이듬해 7월 21일, 전 시즌과 마찬가지로 그는 산로렌소에 임대되었고, 2013-14 시즌에도 에스투디안테스로 임대되었다.
2015년 1월 24일, 하라는 그리스 챔피언 올림피아코스와 €1.5M의 이적료에 계약하였다.

## 국가대표팀
2010년 1월 19일, 하라는 27일 코스타리카와의 친선경기를 앞두고 아르헨티나 국가대표팀에 차출되었다. 경기는 3-2 승리로 끝났고, 그는 이 경기의 결승골 주인공이 되었다.
하라는 2010년 2월 10일, 2-1로 이긴 자메이카전에도 한경기 더 출전하였다.

### 국가대표팀 통계
| 국가대표팀 | 연도 | 출장 | 골 |
| ---------- | ---- | ---- | -- |
| 아르헨티나 | 2010 | 3    | 1  |
| 아르헨티나 | 2011 | 1    | 0  |
| 합계       | 합계 | 4    | 1  |

### 국가대표팀 득점 기록
| # | 날짜            | 경기장             | 상대       | 점수 | 결과 | 대회     |
| - | --------------- | ------------------ | ---------- | ---- | ---- | -------- |
| 1 | 2010년 1월 26일 | 산후안, 아르헨티나 | 코스타리카 | 3–2  | 3–2  | 친선경기 |

## 수상
벤피카
- 타사 다 리가: 2010–11[11]

## 사생활
2014년 9월 10일, 그는 자동차 사고를 당했으나, 큰 부상은 면하였다.